# Courtney Okolo
Courtney Okolo (Dallas, 15 maart 1994) is een atleet uit de Verenigde Staten van Amerika.
Op de Wereldkampioenschappen indooratletiek 2016 liep Okolo op de 4 × 400 meter estafette naar een gouden medaille.
Ook op de Wereldkampioenschappen indooratletiek 2018 liep Okolo naar twee gouden medailles, op de 400 meter en de 4x400 meter estafette.
In 2019 liep Okolo met een gemend estafette-team op de Wereldkampioenschappen atletiek 2019 een nieuwe wereldrecord op de 4x400 meter estafette.
Op de Olympische Zomerspelen van Rio de Janeiro in 2016 nam Okolo deel aan de 4x400 meter estafette.
Met het Amerikaans estafette-team pakte ze daar de gouden medaille.

## Persoonlijke records
Outdoor
| Onderdeel         | Prestatie | Wind | Plaats                                    | Datum      |
| ----------------- | --------- | ---- | ----------------------------------------- | ---------- |
| 60m               | 7.69      | +0.6 | Life College, Marietta, GA (USA)          | 29.07.2020 |
| 100m              | 11.53s    | +1.2 | Los Angeles, CA (USA)                     | 26.03.2016 |
| 150m              | 17.46     | +0.4 | Life College, Marietta, GA (USA)          | 29.07.2020 |
| 200m              | 22.93s    | +1.3 | Ames, IA (USA)                            | 16.05.2015 |
| 300m              | 35.74s    |      | Houston, TX (USA)                         | 23.07.2016 |
| 400m              | 49.71s    |      | Baton Rouge, LA (USA)                     | 23.04.2016 |
| 4x100m            | 43.19     |      | Eugene, OR (USA)                          | 14.06.2014 |
| 4x200m            | 1:32.37   |      | Austin, TX (USA)                          | 30.03.2013 |
| 4x400m            | 3:19.06   |      | Estádio Olímpico, Rio de Janeiro (BRA)    | 20.08.2016 |
| 4x800m            | 8:55.53   |      | Des Moines, IA (USA)                      | 29.04.2016 |
| afstandsestafette | 11:30.78  |      | Austin, TX (USA)                          | 29.03.2013 |
| 4x400m            | 3:09.34   |      | Khalifa International Stadium, Doha (QAT) | 29.09.2019 |

Indoor
| Onderdeel              | Prestatie | Wind | Plaats                                | Datum      |
| ---------------------- | --------- | ---- | ------------------------------------- | ---------- |
| 60m ind.               | 7.52      |      | Fayetteville, AR (USA)                | 17.01.2014 |
| 200m ind.              | 23.45s    |      | Albuquerque, NM (USA)                 | 06.02.2015 |
| 300m ind.              | 36.87s    |      | Reggie Lewis Center, Boston, MA (USA) | 28.01.2017 |
| 400m ind.              | 50.55s    |      | Birmingham (GBR)                      | 03.03.2018 |
| 500m ind.              | 1:07.34   |      | New York, NY (USA)                    | 11.02.2017 |
| 600m ind.              | 1:24.00   |      | Albuquerque, NM (USA)                 | 05.03.2017 |
| 4x400m ind.            | 3:23.85   |      | Birmingham (GBR)                      | 04.03.2018 |
| afstandsestafette ind. | 11:33.00  |      | Birmingham, AL (USA)                  | 22.01.2016 |

bijgewerkt december-2021
- World Athletics: 14432036

1972: Käsling, Kühne, Seidler, Zehrt ·
1976: Maletzki, Rohde, Streidt, Brehmer ·
1980: Prorotsjenko, Gojsjtsjik, Zjoeskova, Nazarova ·
1984: Leatherwood, Howard, Brisco-Hooks, Cheeseborough ·
1988: Ledovskaja, Nazarova, Pinigina, Bryzgina ·
1992: Roezina, Dzjigalova, Nazarova, Bryzgina ·
1996: Stevens, Malone, Graham, Miles ·
2000: Miles Clark, Hennagan, Colander, Anderson ·
2004: Trotter, Henderson, Richards, Hennagan ·
2008: Wineberg, Felix, Henderson, Richards ·
2012: Trotter, Felix, McCorory, Richards-Ross ·
2016: Okolo, Hastings, Francis, Felix ·
2020: McLaughlin, Felix, Muhammad, Mu ·
2024: Little, McLaughlin-Levrone, Thomas, Holmes
2019: London, Felix, Okolo, Cherry · 
2022 Feliz, Paulino, Ogando, Cofil · 
2023 Robinson, Effiong, Boling, Holmes